# Mukim di Batu Apoi
Batu Apoi è un mukim del Brunei situato nel Distretto di Temburong con 1.432 abitanti al censimento del 2011.

## Geografia antropica

### Suddivisioni amministrative
Il mukim è suddiviso in 13 villaggi (kapong in malese):
Batu Apoi, Sungai Radang, Peliunan, Sungai Bantaian, Gadong Baru, Luagan, Negalang Iring, Negalang Unat, Lakiun, Tanjong Bungar, Lamaling, Selapon, Sekurop.